# Gonimbrasia hoehnelii
Gonimbrasia hoehnelii is een vlinder uit de familie nachtpauwogen (Saturniidae). De wetenschappelijke naam van deze soort is voor het eerst geldig gepubliceerd in 1891 door Rogenhofer.
De soort komt voor in tropisch Afrika.